# Streptococcus pyogenes
Streptococcus pyogenes je grampozitivní, fakultativně anaerobní, beta-hemolytický kok, který roste ve dvojicích nebo tvoří řetízky. Patří do skupiny A (podle Lancefieldové). Je primárně patogenní pro člověka a člověk je jediným přirozeným zdrojem infekce. Jde o původce infekcí dýchacích cest, kůže, systémových infekcí (například urosepse) a příčinou poststreptokokových sterilních následků.

## Vlastnosti

Hemolytické vlastnosti bakterií na krevním agaru. Beta-hemolýza S. pyogenes uprostřed.

S. pyogenes se dá kultivovat na krevním agaru (růst podporuje zvýšená tenze CO2), vytváří drobné kolonie se zónou beta-hemolýzy.

### Faktory virulencie

#### Povrchové faktory virulencie
polysacharidový antigen skupiny Astěnový polysacharid na bázi N-acetylglukosaminu a ramnózy, který určuje příslušnost ke skupině A (serologické třídění dle Lancefieldové); protilátky, které se proti němu vytvoří, mohou atakovat povrch srdečních chlopní; lze jej prokázat ve výtěru z krku při použití rychlého testu (tzv. Streptest) již v ordinaci a pomoci tak lékaři určit původce infekce a zahájit odpovídající léčbu
M-proteinje hlavním antigenem určujícím virulenci kmene; umožňuje adhezi na sliznici a chrání bakterii před fagocytózou; má souvislost se vznikem revmatické horečky či glomerulonefritidy (zřejmě kvůli antigenní podobností s membránou ledvinných glomerulů)
F-protein a další adhezivní molekulyzprostředkovávají přichycení k různým buňkám

#### Extracelulární faktory virulence
erytrogenní (pyrogenní) toxinyzpůsobují spálový exantém a fungují jako superantigen (nadměrně stimulují buňky imunitního systému, dochází k vzestupu teploty, k nadprodukci různých mediátorů zánětu, k potlačení protilátkové odpovědi a pod.), může dojít až ke vzniku toxického šoku
streptolysin Odestruuje membrány buněk, a tím je usmrcuje; má kardiotoxické vlastnosti; protilátky, které se proti němu hojně tvoří (ASLO) jsou důležitým diagnostickým markerem
streptolysin Smá na svědomí vznik beta-hemolýzy na krevním agaru
streptokinázyjsou enzymy, které aktivují fibrinolýzu a umožňují prostup do tkání; dříve se používaly k léčbě trombóz
hyaluronidázaje další enzym, který usnadňuje šíření v tkáních
DNázaštěpí DNA z rozpadlých buněk, tvoří se proti ní protilátky, které lze prokázat, a proto slouží k diagnostice
C5a-peptidázaje enzym, který brání správné funkci komplementu

## Nemoci

### Onemocnění dýchacích cest
- angína (lat. tonsillitis acuta) – tvoří asi 10–30 % zánětů hltanu (zbytek je způsoben převážně viry)[1], onemocnění je provázeno celkovými příznaky, zánětem mandlí s čepy, bolestí v krku a rýmou, kašel nebývá přítomen
- spála (lat. scarlatina) – onemocnění probíhající při prvním kontaktu se S. pyogenes (většinou u dětí) spojené s vyrážkou
- zánět středního ucha (lat. otitis media)

### Onemocnění kůže
- impetigo – zánět kůže s puchýřky a stroupky často postihující děti
- růže (lat. erysipelas) – zánět kůže charakterizovaný červenými skvrnami charakteru flegmóny (neohraničeného zánětu) s celkovými příznaky

### Onemocnění hlubokých tkání
- cellulitis (zánět podkoží), který může přejít až v nekrotizující fasciitis (život ohrožující infekce svalových povázek vyžadující chirurgické řešení)

### Sterilní následky
Tzv. sterilní následky jsou onemocnění, která vzniknou poté, co už není streptokok přítomen. Příčina jejich vzniku je složitá, pravděpodobně se na nich podílí účinek některých bakteriálních produktů (např. streptolysin O a S) a ovlivnění imunitního systému nemocného (reakce způsobené podobností bakteriálních antigenů s antigeny hostitele a kvůli ukládání imunokomplexů, tj. komplexů antigen–protilátka, do tkání). Tělo pak začne poškozovat vlastní tkáně. Patří k nim
- revmatická horečka (lat. febris rheumatica) – postižení kloubů, srdce s rizikem vzniku chlopenní vady a mozku (chorea minor – porucha motoriky, tzv. tanec sv. Víta); objevuje se asi 3 týdny po neléčené streptokokové angíně;
- glomerulonefritida – postižení ledvin vzniklé v důsledku ukládání imunokomplexů v bazální membráně glomerulů a aktivace komplementu; objevují se bolesti v bedrech, krev a bílkoviny v moči a poruchy krevního tlaku.

Rozvoji těchto následků lze předejít včasnou a správně vedenou antibiotickou léčbou.

## Léčba
S. pyogenes je dobře citlivý na antibiotika, lékem první volby je penicilin. V případě alergie na penicilin je možná léčba tetracyklinem či makrolidovými antibiotiky (např. klarithromycin). Je-li infekce závažná, provázená nekrózami tkáně, je na místě chirurgické ošetření.

## Prevence
Vakcína proti infekcím způsobeným S. pyogenes není v současné době k dispozici.